# Phrealcia
Phrealcia é um gênero de mariposa pertencente à família dos plutelídeos.